# Vörösbarna papsapkagomba
A vörösbarna papsapkagomba (Discina fastigiata) a koronggombafélék családjába tartozó, Európában és Észak-Amerikában honos, mérgező gombafaj.

## Megjelenése
A vörösbarna papsapkagomba termőteste 6–12 cm átmérőjű, szabálytalan alakú, általában többcsúcsú, felülete agyvelőszerűen gyűrt, ráncolt. Színe sárgás-, vörös- vagy rozsdabarna. A termőréteg a süveg külső felszínén található. Húsa vékony, merev, törékeny, fehér színű. Íze és szaga nem jellegzetes.
Spórapora fehér. Spórái 30-36 x 13-17 mikrométeresek, oválisak, sima felszínűek.
Tönkje 5–10 cm magas, zömök; a süvegnél nem, vagy alig rövidebb. Fehéres színű, hosszában szabálytalanul ráncolt, belül többüregű.

### Hasonló fajok
Hasonlít hozzá a fenyvesekben élő redős papsapkagomba vagy az óriás papsapkagomba és a püspöksüveggomba, amelyektől biztonságosan csak mikroszkóppal lehet elkülöníteni. Egyik faj sem ehető. Felületesen nézve összetéveszthető az ehető ízletes kucsmagombával vagy hegyes kucsmagombával.

## Elterjedése és termőhelye
Európában és Észak-Amerikában honos. Magyarországon helyenként gyakori lehet. Lomberdőkben, főleg meszes talajú tölgyesekben él, leginkább korhadó tuskók, fatörzsek mellett. Április-májusban, ritkábban augusztus-szeptemberben terem.
Mérgező, bár Európa egyes tájain fogyasztják. Gyromitra szindrómát okoz, méreganyaga a giromitrin. A tünetek 6-12 óra lappangási idő után jelentkeznek. Súlyos májkárosodással, idegrendszeri tünetekkel, súlyosabb esetben halállal járhat.

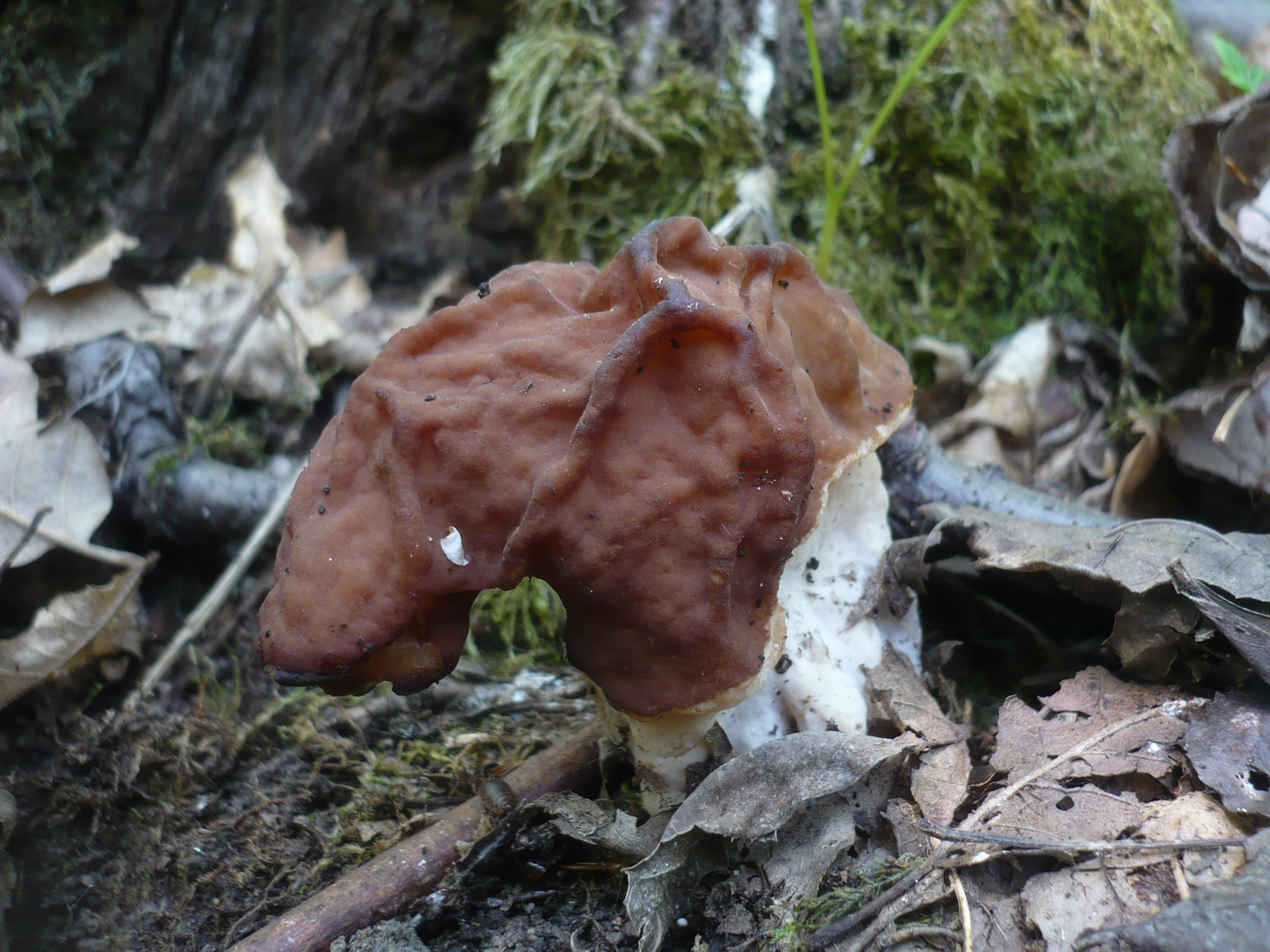
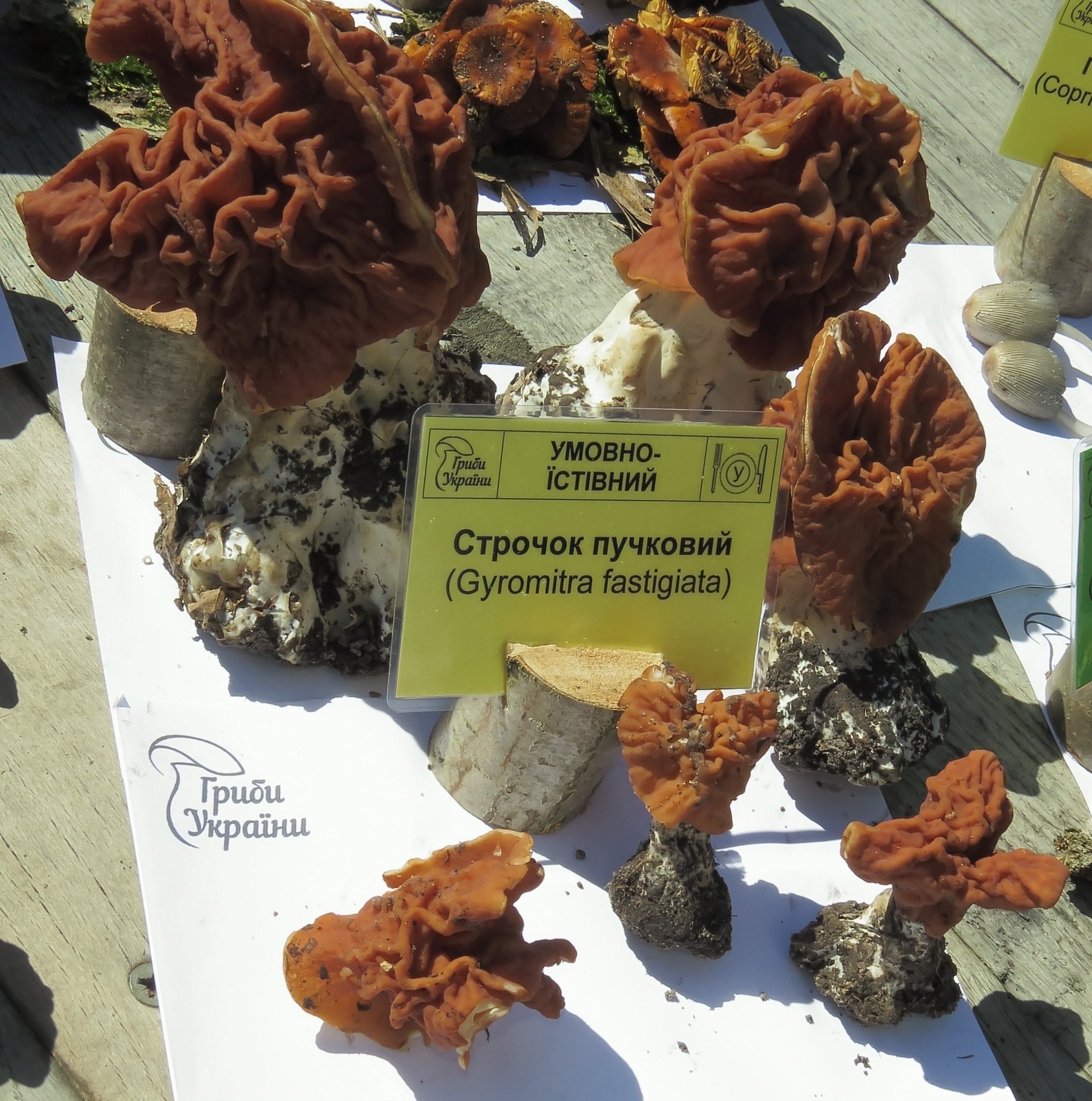